# Baron Chetwode

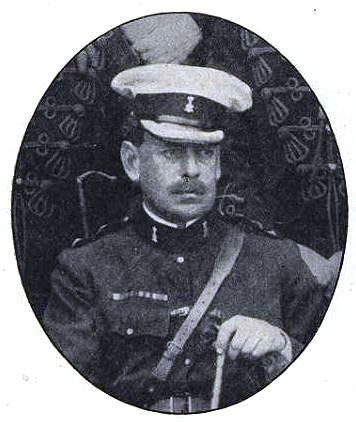
Sir Philip Chetwode, 7. Baronet, um 1930

Baron Chetwode, of Chetwode in the County of Buckingham, ist ein erblicher britischer Adelstitel in der Peerage of the United Kingdom.

## Verleihung und nachgeordnete Titel
Der Titel wurde am 10. Juli 1945 dem Feldmarschall Sir Philip Walhouse Chetwode, 7. Baronet, verliehen. Dieser hatte im Ersten Weltkrieg an der Palästinafront als Kavalleriegeneral große Erfolge erzielt und war anschließend bis zum Oberbefehlshaber der British Indian Army aufgestiegen.
Der erste Baron gehörte als 7. Baronet, of Oakley in the County of Stafford, bereits der Gentry an. Die Baronetswürde, die zur Baronetage of England gehört, war bereits im Jahre 1700 an John Chetwode, einen Vorfahren des ersten Barons, verliehen worden. Sie wird nunmehr als nachgeordneter Titel des Baronie geführt.

## Liste der Chetwode Baronets und Barone Chetwode

### Chetwode Baronets, of Oakley (1700)
- Sir John Chetwode, 1. Baronet (1666–1733)
- Sir Philip Chetwode, 2. Baronet (1700–1764)
- Sir John Chetwode, 3. Baronet (1732–1779)
- Sir John Chetwode, 4. Baronet (1764–1845)
- Sir John Chetwode-Newdigate-Ludford, 5. Baronet (1788–1873)
- Sir George Chetwode, 6. Baronet (1823–1905)
- Sir Philip Chetwode, 7. Baronet (1869–1950) (1945 zum Baron Chetwode erhoben)

### Barone Chetwode (1945)
- Philip Chetwode, 1. Baron Chetwode (1869–1950)
- Philip Chetwode, 2. Baron Chetwode (* 1937)

Voraussichtlicher Titelerbe (Heir apparent) ist der Sohn des aktuellen Barons, Hon. Roger Chetwode (* 1968).